# Hervormde pastorie (Nieuwe Niedorp)
De Pastorie van de Nederlands Hervormde gemeente is een woning aan de Dorpsstraat 120 te Nieuwe Niedorp. Het pand werd in de tweede helft van de 19e eeuw gebouwd ten behoeve van de huisvesting van de hervormde predikant van Nieuwe Niedorp. Sinds 1977 doet de woning geen dienst meer als pastorie.

## Geschiedenis
De pastorie is gebouwd in het jaar 1867. Een halve eeuw eerder, tot 1812, stond er een weeshuis. Na afbraak van dit opvanghuis kreeg het gebied dat vrijkwam ‘Wezetuin’ als naam. In 1866 kwam het in bezit van de kerk. Direct werd er aanstalten gemaakt voor de bouw van een nieuwe pastorie. Jan Rezelman, timmerman-aannemer uit Nieuwe Niedorp, verkreeg de opdracht tot bouw na een aanbesteding van fl. 12.953,33. Op de woning is een hardstenen plaat gevestigd met opschrift ter nagedachtenis van de eerstesteenlegging.

## Nieuwe bestemming als woonhuis
In 1977 verkocht de Nederlands hervormde kerk van Niedorp de pastorie als herenhuis. 20 januari 1999 werd het pand ingeschreven als rijksmonument onder monumentnr. 511062.

## De ‘Rooie dominee van Niedorp’
Van 1894 tot 1939 werd de pastorie bewoond door N.J.C. Schermerhorn. Dominee Schermerhorn was een christenanarchist met antimilitaristisch en anti-monarchistisch gedachtegoed.

## Varia
In de regio Westfriesland zijn nog twee andere bouwwerken te vinden, die vrijwel identiek zijn aan deze pastorie. De architect van de bouwwerken was A.T. van Wijngaarden. De beide andere bouwwerken zijn de Mariënhof in Midwoud en de Hervormde pastorie van Aartswoud.